# Discos Radiactivos Organizados
Discos Radiactivos Organizados o DRO va ser un segell discogràfic espanyol independent fundat el 1982 per Servando Carballar, líder del grup de Tecno pop Aviador DRO. Durant la dècada del 1980 va ser un dels primers segells independents espanyols, molt important per a artistes independents a Espanya, especialment a Madrid. A la dècada del 1990l va ser adquirit per la multinacional Eastwest Records i va passar a anomenar-se DRO EastWest.

## Història
DRO Records va ser fundada el 1982 per membres de la banda Aviador Dro. Va ser creat per autoeditar els seus discos després de ser rebutjats per les discografies principals. En aquell moment, la música alternativa estava sorgint a Espanya, sobretot al voltant de Madrid. DRO i altres segells independents van ajudar artistes alternatius a distribuir llur música a una audiència més àmplia a la dècada de 1980. L'etiqueta va ser pionera per als artistes espanyols exitosos dels anys vuitanta estaven.
Moguts per l'èxit van començar a editar discs a Siniestro Total, Glutamato Ye-Yé, Gabinete Caligari, Loquillo, Los Nikis, Nacha Pop, Decibelios, Alphaville i altres grups de la «Movida» madrilenya i grups com a Un Pingüino en mi Ascensor, Neuronium, Santi Picó i Aviador Dro.
El 1983, després de l'esfondrament del distribuïdor de DRO, Pancoca, Grabaciones Accidentales (GASA) en va començar a gestionar la distribució. GASA va ser absorbida per DRO l'any següent. DRO també va adquirir un altre segell independent, Twins, el 1989.
El grup DRO-GASA va ser finalment adquirit pel Warner Music Group el 1993 a causa de les pressions financeres. Actualment funciona amb el nom de DRO EastWest, SA.